# Tony Benshoof
Antony Lee „Tony“ Benshoof (* 7. Juli 1975 in St. Paul, Minnesota) ist ein ehemaliger US-amerikanischer Rennrodler.

## Werdegang
Tony Benshoof begann 1989 mit 13 Jahren mit dem Rennrodelsport. Der Sportler aus White Bear Lake in Minnesota gewann 25 internationale Medaillen, davon fünf Mal Gold. Im Oktober 2001 stellte er einen bis zu den Olympischen Spielen 2010 gültigen Geschwindigkeitsrekord im Rennrodeln auf. Auf der Rodelbahn in Park City erreichte er eine Geschwindigkeit von 139 km/h.
Höhepunkte in Benshoofs Karriere waren seine drei Olympiateilnahmen. Bei den Olympischen Spielen 2002 in seiner US-amerikanischen Heimat in Salt Lake City kam er nur auf den 17. Platz. Weitaus besser verlief sein zweiter Auftritt bei den Spielen von Turin 2006. Hier verpasste er als Vierter eine olympische Medaille nur knapp. Bei den Olympischen Winterspielen 2010 in Vancouver erreichte er Rang 8.
Bei den Weltmeisterschaften 2004 und 2005 gewann er mit der Mannschaft jeweils hinter dem deutschen Team die Silbermedaille, 2003 die Bronzene. 2000, 2001 und 2004 wurde Benshoof nordamerikanischer Kontinentalmeister, sechsmal (2000–2002 und 2004–2006) US-amerikanischer Meister.
Im Gesamtweltcup schloss er die Saison 2005/06 als Dritter ab, 2003/04 als Vierter und 2004/05 als Sechster. Ein Weltcuprennen konnte er bisher jedoch noch nicht gewinnen. Gewonnen hat er jedoch zwei Rennen des Challenge-Cups 2003 in Altenberg und Park City.
Nach den olympischen Spielen 2010 beendete er seine Karriere.